# Лесница (Дъмбенска планина)
Лесница или Лешница (на гръцки: Λεπτοκαρυάς Ρέμα, Лептокарияс Рема, в превод Лешнишка река, до 1969 година Λεσνίτσα) е река в Егейска Македония, Гърция, ляв приток на Четирската река (Коре), част от водосборния басейн на река Бистрица (Алакмонас).

## Описание
Реката се образува от няколко потока, извиращи от южните склонове на Дъмбенската планина и източните на Флацата в местностите Бей бунар и Камена. Тече в южна посока. Излиза от плинаната източно от село Ошени (Ини) и се влива като ляв приток в Четирската река.